# Selecció d'handbol de Corea
La selecció d'handbol de Corea és l'equip que representa les seleccions d'handbol de Corea del Nord i Corea del Sud. L'equip va competir de manera unificada al Campionat del món de 2019.

## Estadístiques en campionats del món
- 2019 – 22a posició